# Переводной механизм
Переводной механизм — устройство для перевода остряков стрелочных переводов, их запирания и получения непрерывного контроля их положения.
Стрелочные приводы могут различаться по виду потребляемой энергии (ручные, электропневматические, электрогидравлические, электромагнитные, электромеханические); месту расположения относительно стрелки (внутри рельсовой колеи или снаружи), способу запирания остряков (внутреннее или внешнее расположение запирающего механизма), коммутации рабочих и контрольных цепей (контактные и бесконтактные), времени перевода стрелки (нормальнодействующие и быстродействующие) и восприятию взреза (взрезные и невзрезные).
Более высокий КПД электродвигателей, меньшая интенсивность отказов, возможность использования одной кабельной линии для управления, перевода и контроля, стабильность характеристик электрического тока — причины, по которым на железных дорогах России применяются электромеханические стрелочные приводы, в которых преобразование электрической энергии в механическую производится с помощью электродвигателей. Такие устройства называются стрелочными электроприводами.